# Per Helge Sørensen
Per Helge Sørensen eller blot Per Helge (født 1968) er en dansk civilingeniør, embedsmand, forfatter og komisk historiefortæller. Efter en karriere i embedsværket begyndte han at optræde med humoristiske shows. Hans første show var Djøf Med Løg(n) i 2013.

## Karriere
Sørensen blev student fra Sankt Annæ Gymnasium i 1987 og påbegyndte en uddannelse som civilingeniør på Danmarks Tekniske Universitet samme år.
På universitetet blev han involveret i studenterpolitik og var formand for Polyteknisk Forening 1990/1991.
Han tog orlov fra DTU i 1992 for at spille jazzguitar på Den Sønderjyske Højskole for musik og teater og var senere pizzabager på Københavns Hovedbanegård.
Sørensen genoptog studierne på DTU og bestod i 1995 med specialet Binær indkodning af cykliske koder via isomorfi med pseudocykliske koder i dellegemer.
Efter hans job som embedsmand i Forskningsministeriet 1995–1999, hvor han en overgang var sekretær for regeringens ekspertudvalg om kryptering, skrev han romanerne Mailstorm (2000) og Spin (2003).
I 2000 medstiftede Sørensen foreningen Digital Rights,
og han sidder per 2014 i foreningens bestyrelse.
Han har deltaget i den offentlige debat om ytringsfrihed, overvågning og privatliv.
I 2004 blev han formand for Dansk Forfatterforening.
I den egenskab var han fortaler for fastpris-systemet i bogbranchen.
I 2009 blev han ansat i DR's direktionssekretariat,
men tog orlov for at optræde med sit eget satiriske stand-upshow Djøf Med Løg(n), som spillede med succes på Nørrebro Teaters Frederiksberg-scene i 2013 og 2014.
I dette onemanshow trak han på sin erfaring som ansat i bureaukratiet og gjorde grin med djøfficering og andre dele af public management.
Før Djøf Med Løg(n) vandt han det nordiske mesterskab i story slam 2010.
I efteråret 2014 arbejdede han med rapper Per Vers og poetry slammer Peter Dyreborg om forestillingen Det Store Skuffejern på Det Kongelige Teater.
Sørensen har skrevet i Djøfbladet.

## Show
- Djøf Med Løg(n) (2013-2014)
- Det Store Skuffejern (2014)
- Djøf Med Løg(n) II (2015)
- Djøf Med Løg(n) III (2017)

## Teater
- Logoland after Dark (manuskript)
- Oliver med et Twist, Nørrebro Teater